# Karl August Cours-Moppert
Karl August Cours-Moppert (* 28. Februar 1856 in Geiswasser, Frankreich als Charles Auguste Moppert; † nicht ermittelt) war ein französisch-deutscher Schriftsteller, Sprachlehrer und Romanist. Bekannt wurde er durch Veröffentlichungen zu französischer Sprache und Kultur.

## Leben und Wirken
Er war der Sohn des Gymnasiallehrers August Joseph Moppert und dessen Ehefrau Anna geborene Richard. Er besuchte das College Notre-Dame-de la-Pierre in Frankreich, widmete sich danach dem Studium der neueren Sprachen und bestand das Staatsexamen in Deutschland, wo er sich in der sächsischen Residenzstadt Dresden niedergelassen hatte. Dort war er an mehreren Schulen als Lehrer der französischen Sprache tätig. 1899 gründete er eine eigene französische Sprachschule, die „Ecole Francaise“. Außerdem gründete Cours-Moppert die „Freie Vereinigung zur Förderung des Studiums der französischen Sprache in Deutschland“ und war Herausgeber der dreisprachigen Lehrzeitschrift Le Rveil – Der Wecker – The Waker.
Er führte den Professor-Titel.
1899 war er vor Gericht in Dresden der verleumderischen Beleidigung und versuchten Erpressung beschuldigt worden. Die Klage gegen ihn hatte der Direktor Palm der Mochmann’schen Privatlehranstalt erhoben, in der Moppert 18 Jahre lang tätig war.

## Schriften (Auswahl)
- Das gesprochene Wort, eine französische Sprachschule
- Das gesprochene Wort. Eine neue Sprech- und Sprachschule. Rich. Herm. Dietrich, Dresden 1900.
- Der kleine Wecker – Praktischer Weltführer. Friedrich Becker Verlag, Dresden-A. 1905.
- Literar. Führer durch die französische Geisteswelt
- Gnide littéraire des chefs – d’oenvre de l’esprit français. Dresden